# Buchenhagen (Baunatal)
Buchenhagen war eine kurzlebige Gemeinde im nordhessischen Landkreis Kassel. Heute gehört ihr ehemaliges Gebiet zur Stadt Baunatal.

## Geschichte
Im Zuge der Gebietsreform in Hessen wurden am 1. September 1970 die bis dahin selbständigen Gemeinden Guntershausen und Rengershausen aufgelöst und zur neuen Gemeinde Buchenhagen zusammengeschlossen.
Bereits am 1. August 1972 wurde die Gemeinde Buchenhagen kraft Landesgesetz in die Stadt Baunatal eingegliedert.
Der Gemeindename stammt von einem Ort, der sich etwa in der Mitte zwischen den beiden Orten Guntershausen und Rengershausen befand und wüst gefallen ist.